# Long Island (Kansas)
Long Island – miasto w Stanach Zjednoczonych, w stanie Kansas, w hrabstwie Phillips.